# Gridley
Gridley és una població dels Estats Units a l'estat de Califòrnia. Segons el cens del 2009 tenia 6.250 habitants.

## Demografia
Segons el cens del 2000, Gridley tenia 5.382 habitants, 1.841 habitatges, i 1.266 famílies. La densitat de població era de 1.323,6 habitants/km².
Dels 1.841 habitatges en un 36,7% hi vivien nens de menys de 18 anys, en un 48% hi vivien parelles casades, en un 15,3% dones solteres, i en un 31,2% no eren unitats familiars. En el 26,5% dels habitatges hi vivien persones soles el 15,1% de les quals corresponia a persones de 65 anys o més que vivien soles. El nombre mitjà de persones vivint en cada habitatge era de 2,86 i el nombre mitjà de persones que vivien en cada família era de 3,48.
Per edats la població es repartia de la següent manera: un 30,1% tenia menys de 18 anys, un 10% entre 18 i 24, un 25,3% entre 25 i 44, un 18,6% de 45 a 60 i un 15,9% 65 anys o més.
L'edat mediana era de 33 anys. Per cada 100 dones de 18 o més anys hi havia 86,2 homes.
La renda mediana per habitatge era de 24.368 $ i la renda mediana per família de 29.957 $. Els homes tenien una renda mediana de 28.347 $ mentre que les dones 24.444 $. La renda per capita de la població era de 12.267 $. Entorn del 19,5% de les famílies i el 23,3% de la població estaven per davall del llindar de pobresa.

## Poblacions més properes
El següent diagrama mostra les poblacions més properes.